# Roy Mustang
Roy Mustang (ロイ・マスタング, Roi Masutangu) é um personagem fictício da série de anime e mangá Fullmetal Alchemist criado pela famosa mangaká Hiromu Arakawa. Na série, Mustang é um Alquimista Federal do Estado Militar de Amestris, bem como o superior do protagonista da série, Edward Elric. Roy ostenta o título de "Alquimista das Chamas" (焔の錬金術師, Honō no Renkinjutsushi) pela sua habilidade de criar fogo com a alquimia, e esforça-se ambiciosamente para se tornar o próximo líder de Amestris. Apesar de sua ambição, conforme a série continua Mustang decide derrubar o Estado Militar após seu melhor amigo, Maes Hughes, ser morto por homúnculos, que estão controlando os militares. Consequentemente, junto de seus companheiros mais confiáveis Mustang decide derrotar a força militar.
Além de suas aparições no mangá e no anime, Mustang também foi destaque em outras mídias da série como jogos eletrônicos, OVAs e light novels. Desde sua introdução à série de mangá, Roy Mustang foi bem recebido pelos leitores, mantendo-se em segundo lugar nas pesquisas de popularidade. Seu personagem também recebeu elogios de diversas mídias, com muitos deles focalizando seu caráter e desenvolvimento, tanto no mangá como no anime.

## Personalidade
Roy é uma pessoa fria, calculista e sarcástica e é meio pervertido, mas por trás dessa fachada se esconde uma pessoa sentimental, que se preocupa com seus subordinados e amigos. Quer fazer tudo pelo que acredita ser justiça. É preguiçoso, sempre evitando o trabalho. Outra mania dele é sair com várias garotas, sendo odiado por roubar a namorada de todo mundo. É jovem, e por ter conseguido subir tão rapidamente na carreira militar, ao posto de Coronel, tem vários inimigos. Sua maior ambição é virar marechal e acabar com as coisas erradas no exército (e que todas as mulheres do exercito usem minissaia). Roy é um grande amigo da tenente Riza Hawkeye, que é uma de seus subordinados e demonstra ter um profundo sentimento em relação a ela, depois do passado que dividem.
Nasceu em 1885. Foi criado por Madame Christmas e foi aprendiz do avô de Riza, que lhe ensinou tudo sobre a alquimia das chamas. 